# Ilha de Boipeba
A Ilha de Boipeba localiza-se no município de Cairu, no litoral do estado brasileiro da Bahia.
É vizinha de Ilha de Tinharé, onde está situado o Morro de São Paulo e com a qual compõe o Arquipélago de Cairu, constituindo-se num apreciado ponto turístico da Bahia. Nesse sentido, foi eleita a segunda ilha mais bonita da América do Sul, atrás apenas da Ilha de Páscoa, no Chile, por internautas no Traveller's Choice 2013, pesquisa promovida pela TripAdvisor. A igreja do Divino Espírito Santo, do início do século XVI, é uma das atrações.
O seu nome deriva da língua tupi, com o significado de "cobra chata", denominação indígena para alguns tipos de cobra terrícolas. Fundada no século XVI, a vila de Boipeba, chamada "Velha Boipeba", também apresenta arruamentos com mais de três séculos de existência.
A ilha possui várias praias: Praia da Boca da Barra, Praia de Tassimirim, Praia da Cueira, Praia de Moreré, Praia de Bainema, Praia da Cova da Onça, Praia da Ponta dos Castelhanos ou Catu. Apresenta vegetação típica da mata atlântica, com árvores frutíferas nativas, várias espécies de palmeiras, restingas, recifes de corais e manguezal. Em 2024, o Centro Internacional de Formación en Gestión y Certificación de Playas classificou a praia de Boipeba como a 40.ª melhor praia do mundo a partir da avaliação de 126 locais dos litorais da Argentina, Brasil, Canadá, Colômbia, Cuba, Equador, Espanha, Guatemala, México, Nova Zelândia, Peru, Porto Rico e Venezuela.